# Front Page News
Front Page News je osmým albem rockové skupiny Wishbone Ash. Skládá se především z pomalejších, lehčích rockových balad, se svěžími vokálními harmoniemi. Tento styl je ve výrazném kontrastu s předešlými alby, jako je Argus, avšak několik takových skladeb se objevilo i na předchozím studiovém albu New England. Jejich následující album, No Smoke Without Fire, se pak vrátilo do těžšího stylu.

## Seznam skladeb
Všechny skladby složili a napsali Martin Turner/Andy Powell/Laurie Wisefield/Steve Upton pokud není uvedeno jinak.

### Strana 1
1. "Front Page News" – 5:10
2. "Midnight Dancer" – 4:28
3. "Goodbye Baby Hello Friend" (Wisefield) – 3:50
4. "Surface to Air" (Turner) – 4:53
5. "714" (Wisefield) – 3:20

### Strana 2
1. "Come in from the Rain" (Turner) – 4:34
2. "Right or Wrong" (Turner) – 2:51
3. "Heart-Beat" (Turner) – 4:21
4. "The Day I Found Your Love" – 4:31
5. "Diamond Jack" – 4:23

## Obsazení
- Martin Turner – baskytara, sólový zpěv kromě "Goodbye Baby Hello Friend"
- Andy Powell – sólová, doprovodná a akustická kytara, mandolina, zpěv
- Laurie Wisefield – sólová, dvanáctistrunná a doprovodná kytara, sólový zpěv na "Goodbye Baby Hello Friend"
- Steve Upton – bicí